# Araneomorphae
Los araneomorfos (Araneomorphae), antes labidognatos (Labidognatha), son un suborden de  arañas (orden Araneae). Se distinguen por tener quelíceros dispuestos diagonalmente, cruzándose entre sí en el extremo, en contraste con las Mygalomorphae en las que se orientan de arriba abajo.

## Características distintivas

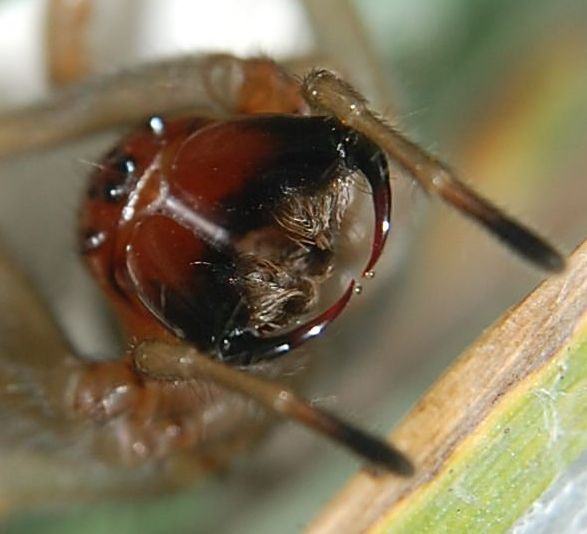
Detalle de los quelíceros de Cheiracanthium punctorium donde se aprecia su orientación.

La principal diferencia entre migalomorfos y araneomorfos es la orientación de los quelíceros:

## Sistemática
Los Araneomorphae se dividen en dos infraordenes, los Hypochilae (con solo la familia Hypochilidae), y los Neocribellatae. Los Neocribellatae podrían dividirse en Austrochiloidea, y las dos series Entelogynae y Haplogynae, cada uno contando con superfamilias.
El siguiente cladograma muestra la relación entre taxones:
|  | Gradungulidae  |
|  |                |
|  | Austrochilidae |
|  |                |

|  | Haplogynae  |
|  |             |
|  | Entelegynae |
|  |             |

|  | Gradungulidae  |
|  |                |
|  | Austrochilidae |
|  |                |

|  | Haplogynae  |
|  |             |
|  | Entelegynae |
|  |             |

|  | Gradungulidae  |
|  |                |
|  | Austrochilidae |
|  |                |

|  | Haplogynae  |
|  |             |
|  | Entelegynae |
|  |             |

|  | Gradungulidae  |
|  |                |
|  | Austrochilidae |
|  |                |

|  | Haplogynae  |
|  |             |
|  | Entelegynae |
|  |             |

|  | Gradungulidae  |
|  |                |
|  | Austrochilidae |
|  |                |

|  | Haplogynae  |
|  |             |
|  | Entelegynae |
|  |             |

|  | Gradungulidae  |
|  |                |
|  | Austrochilidae |
|  |                |

|  | Haplogynae  |
|  |             |
|  | Entelegynae |
|  |             |

|  | Gradungulidae  |
|  |                |
|  | Austrochilidae |
|  |                |

|  | Haplogynae  |
|  |             |
|  | Entelegynae |
|  |             |

|  | Gradungulidae  |
|  |                |
|  | Austrochilidae |
|  |                |

|  | Haplogynae  |
|  |             |
|  | Entelegynae |
|  |             |